# Mark Awsaragow
Mark Gawriłowicz Awsaragow (ros. Марк Гаврилович Авсарагов, ur. 24 października 1888 we wsi Christianowskoje w obwodzie terskim, zm. 5 czerwca 1937 w Ordżonikidze) – radziecki wojskowy i działacz państwowy.

## Życiorys
W 1906 wstąpił do partii eserowców, 1908-1911 studiował na Wydziale Historyczno-Filologicznym Uniwersytetu Petersburskiego (nie ukończył), a 1911-1916 na Wydziale Prawnym Uniwersytetu Petersburskiego. W latach 1916–1918 służył w rosyjskiej armii, 1917 został członkiem Rady Rewelskiej i Inflanckiego Komisariatu Gubernialnego, w październiku 1917 został członkiem Rewelskiej Rady Wojskowo-Rewolucyjnej, następnie wojenkomem rewelskiego rejonu ufortyfikowanego. Od 1918 należał do RKP(b), 1918 był zastępcą wojenkoma Rejonu Murmańskiego i Białomorskiego i wojenkomem inżynieryjnej obrony Piotrogrodu, od 25 listopada do 29 grudnia 1918 wojenkomem 19 Dywizji Piechoty 7 Armii, a od 9 października do 19 grudnia 1919 wojenkomem 19 Dywizji Piechoty 15 Armii. Od czerwca 1920 był wojenkomem Władykaukazu, od stycznia 1921 przedstawicielem Górskiej ASRR przy Ludowym Komisariacie ds. Narodowości RFSRR, od 1921 przewodniczącym Komitetu Wykonawczego Rady Okręgowej we Władykaukazie i następnie ludowym komisarzem spraw wewnętrznych Górskiej ASRR. Od stycznia do lipca 1924 był przewodniczącym CIK Górskiej ASRR, potem kierownikiem Wydziału Gospodarki Lokalnej Północnokaukaskiego Krajowego Sownarchozu, a od 1935 sekretarzem rejonowego komitetu WKP(b) w Północnoosetyjskim Obwodzie Autonomicznym.